# Parum colligata
Genre
Espèce
Parum colligata est une espèce de lépidoptères de la famille des Sphingidae, de la sous-famille des Smerinthinae et de la tribu des Smerinthini.
Elle est l'unique représentante du genre monotypique Parum.

## Description
L'envergure de l'imago varie de 69 à 90 mm.

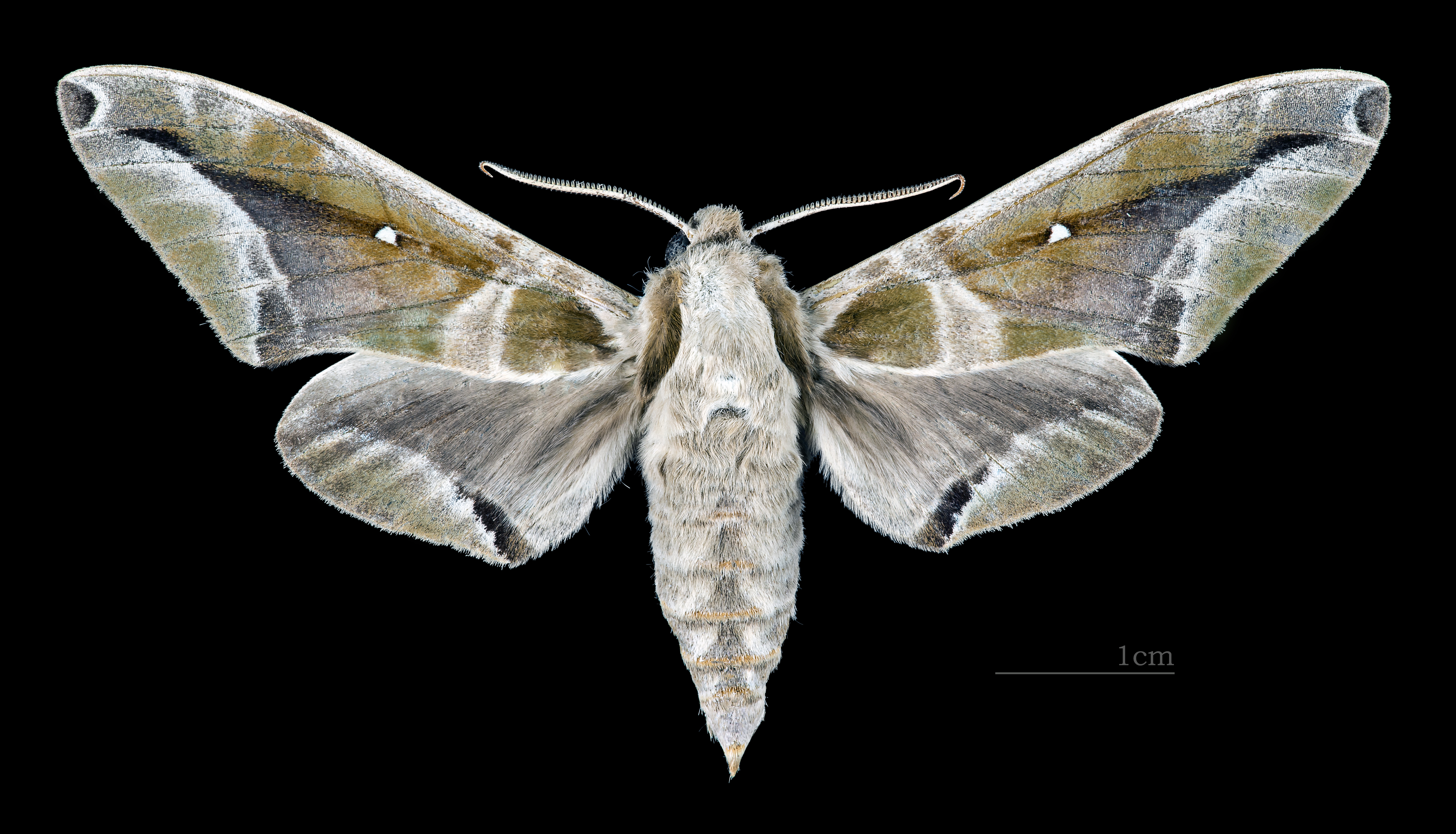
Face dorsal du mâle (coll.MHNT)
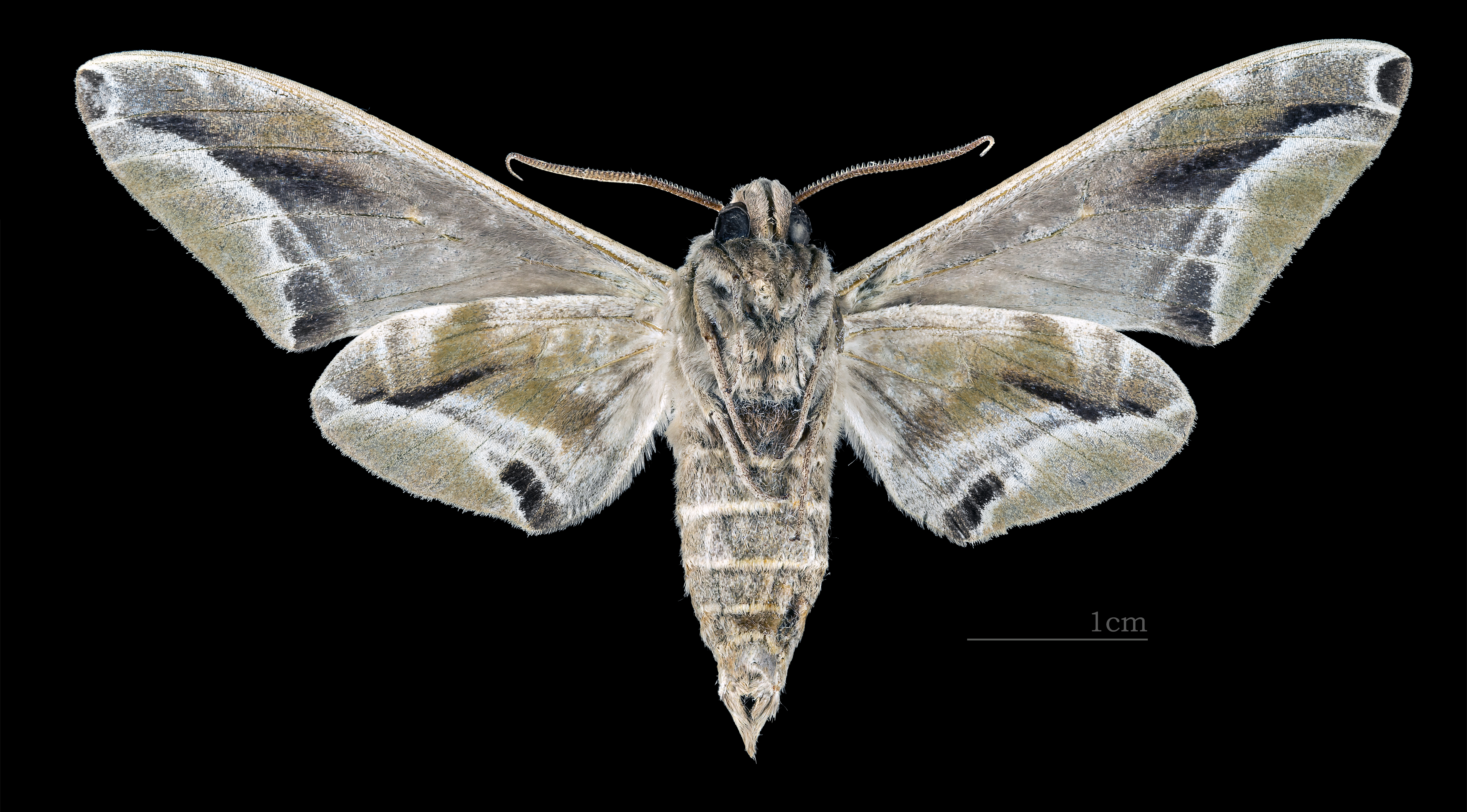
Face ventrale du mâle (coll.MHNT)
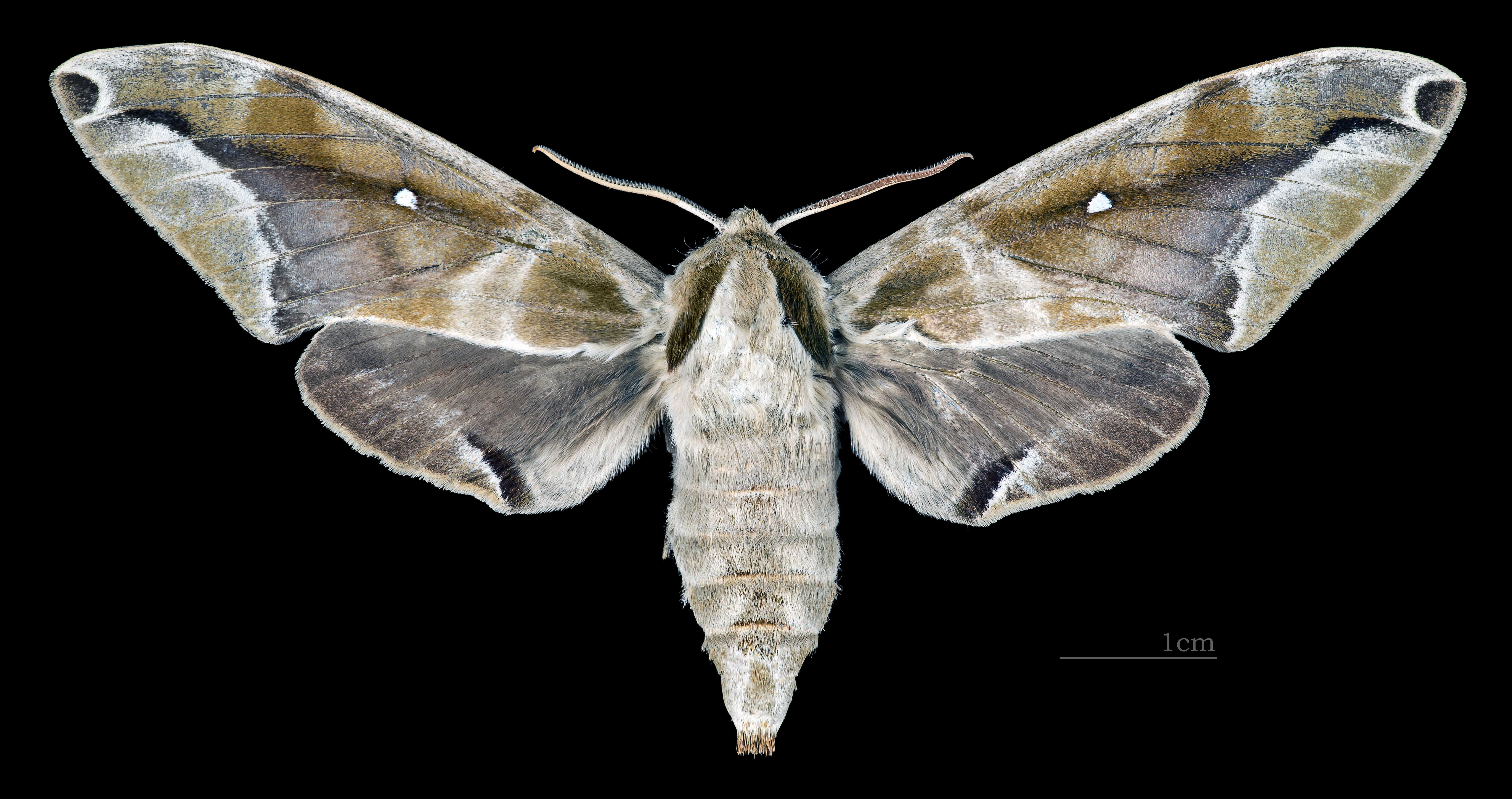
Face dorsal de la femelle (coll.MHNT)
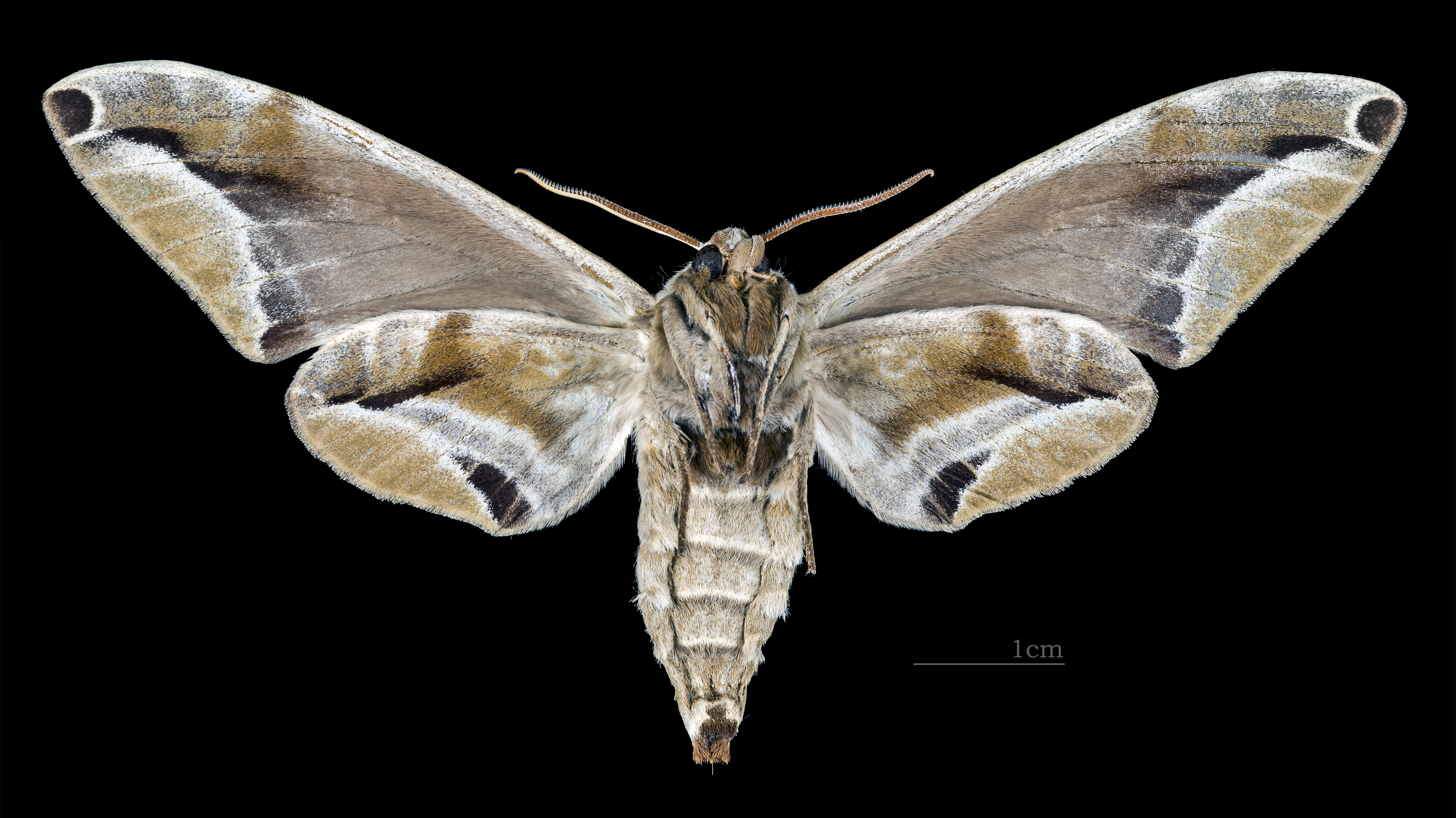
Face ventrale de la femelle (coll.MHNT)

## Répartition
L'espèce est connue en Corée, au Japon vers le sud à travers l'est et le centre de la Chine et de Taiwan jusqu'au Vietnam, au nord de la Thaïlande et au nord-est de la Birmanie.

## Biologie
Il y a une ou deux générations par an dans le nord de la Chine, avec des adultes qui volent de mai à juillet. Plus au sud, il peut y avoir jusqu'à quatre générations. Des adultes ont été vus de la mi-mai à la fin septembre en Corée.
Les chenilles se nourrissent de Broussonetia kaempferi, Broussonetia papyrifera et Morus alba dans le Guangdong.

## Systématique
L'espèce Parum colligata a été décrite par l'entomologiste britannique Francis Walker en 1856 sous le nom initial de Daphnusa colligata.
Son genre actuel Parum, dont elle est l'espèce type et l'unique espèce, a été décrit par les entomologistes Lionel Walter Rothschild et Karl Jordan en 1903.

### Synonymie
- Daphnusa colligata Walker, 1856 — protonyme
- Metagastes bieti Oberthür, 1886
- Parum colligata saturata Mell, 1922
- Parum colligata tristis Bryk, 1944